# Heida shilüe
Der Kurze Bericht über die Schwarzen Tataren  (chinesisch: 黑鞑事略, 黑韃事略, Pinyin: Hēidá shìlüè; englisch: Short report on the Black Tatars, Hei-ta Shih-lüeh) bzw. Heida shilüe ist ein chinesisches Geschichtswerk aus der Zeit der Song-Dynastie. Es ist eines der wichtigsten Dokumente zur Geschichte der Mongolei und Chinas im 13. Jahrhundert.

## Einführung
Der Bericht einer Gesandtschaft der Südlichen Song-Dynastie an den Hof von Ögedei Khan in der Mongolei besteht aus einer Schriftrolle. Es wurde im Jahr 1237 von dem konfuzianischen Song-Historiker Peng Daya (彭大雅) verfasst und Absatz für Absatz ergänzt mit Auszügen von Xu Ting (徐霆).
Es beschreibt die Entstehung des Mongolenreichs, sein politisches und soziales System sowie die Bräuche der Mongolen (Schwarzen Tataren) und anderer Nomaden. Es stellt eine wertvolle historische Quelle über die mittelalterliche Geschichte der Völker der eurasischen Steppe dar. In dem Werk werden die Kumanen (chinesisch: 克鼻稍) erwähnt.
Der chinesische Historiker Wang Guowei (1877–1927) hat sich mit dem Werk beschäftigt und eine moderne Ausgabe mit Anmerkungen und Korrekturen veröffentlicht.